# Стороны в Гражданской войне в России

## Большевики
- Российская Социалистическая Федеративная Советская Республика (с 1917 года)
- СССР (с декабря 1922 года)
  -  РСФСР

-  Украинская Советская Республика

-  Украинская Народная Республика Советов
-  Донецко-Криворожская Советская Республика (до 19 марта 1918 года)
-  Одесская Советская Республика (до 13 марта 1918 года)
-  Советская Социалистическая Республика Тавриды

-  Киргизская автономная область
-  Крымская Автономная Социалистическая Советская Республика
-  Бессарабская Социалистическая Советская Республика
-  Донская Советская Республика
-  Северо-Кавказская Советская Республика

-  Кубано-Черноморская Советская Республика

-  Кубанская Советская Республика
-  Черноморская Советская Республика

-  Терская Советская Республика
-  Ставропольская Советская Республика

-  Горская Автономная Социалистическая Советская Республика
-  Муганская Советская Республика
-  Туркестанская Автономная Социалистическая Советская Республика
-  Автономная Социалистическая Советская Республика Немцев Поволжья

- Украинская Социалистическая Советская Республика

-  Молдавская Автономная Социалистическая Советская Республика

- Белорусская Советская Социалистическая Республика
- Латвийская Социалистическая Советская Республика
- Карельская трудовая коммуна
- Закавказская Социалистическая Федеративная Советская Республика
  -  Азербайджанская Социалистическая Советская Республика
  -  Социалистическая Советская Республика Армения
  -  Социалистическая Советская Республика Грузия
    -  Социалистическая Советская Республика Абхазия
- Эстляндская трудовая коммуна
- Литовско-Белорусская Советская Социалистическая Республика
  -  Социалистическая Советская Республика Белоруссия
  -  Литовская Советская Республика
- Галицийская Социалистическая Советская Республика
- Бухарская Народная Социалистическая Республика
- Хорезмская Народная Социалистическая Республика
- Киргизская Автономная Социалистическая Советская Республика
- Советская Сибирь:
  -  Сибирская Советская Республика (Центросибирь)
  -  Амурская социалистическая советская республика
  -  Сибирский революционный комитет
- Временный революционный комитет Польши
- Румчерод
- Красные партизаны и повстанцы
  -  Мятежники в Мариновке
  -  Мятежники в Минусинском уезде
  -  Мятежники в Киеве
  -  Французские матросы-мятежники
  -  Сибирские красные партизаны
  -  Партизанское движение в Алтайской губернии

### Союзники Большевиков
Турецкая Республика (осень 1920—1922)

 Финляндская Социалистическая Рабочая Республика

 Советская республика матросов и строителей

 Республика Исколата

 Рудобельская партизанская республика

 Калужская Советская Республика

 Казанская Советская Рабоче-Крестьянская Республика

 Руська Краина

 Елецкая советская республика

 Бакинская коммуна

 Персидская Советская Социалистическая Республика

 Тувинская Народная Республика

 Монгольская Народная Республика

 Дальневосточная республика

 Отряды самообороны декхан

 Словацкая советская республика

 Венгерская советская республика

 Харбинский совет

Коминтерн:
- КПГ
- Социалистическая рабочая партия Америки
- КПА
- Балканская революционная социал-демократическая федерация
- КПФ
- Венгерская коммунистическая партия
- Норвежская лейбористская партия
- ПКП

 Зелёные повстанцы (до 1919)

 Махновцы (до 1919)

 Партия социалистов-революционеров (до марта 1918)

## Белое движение
- Российская республика (до 1918 года)
- Российское государство

-  Юг России

-  Вооружённые Силы Юга России (ВСЮР)

-  Добровольческая армия
-  Донская армия
-  Астраханская армия
-  Кубанская армия
-  Войска Киевской области ВСЮР
-  Войска Новороссийской области ВСЮР
-  Войска Харьковской области ВСЮР
-  Войска Черноморского побережья ВСЮР
-  Крымско-Азовская армия
-  Кавказская армия
-  Войска Северного Кавказа (ВСЮР)
-  Туркестанская армия

-  Южная армия
-  Пинско-Волынский Добровольческий Корпус
-  Украинская Галицкая Армия
-  Русская Армия Врангеля
-  3-я русская армия

-  Закаспийское временное правительство
-  Временная военная диктатура Мугани
-  Приамурское временное правительство

-  Приамурская Земская Рать

-  Сибирская армия
-  Дружины Святого Креста
-  Западная армия
-  Восточный фронт Русской армии
-  Поволжская группа
-  Оренбургская отдельная армия
-  Северо-Западное правительство
  -  Северо-Западная армия (СЗА)

-  Северный корпус

-  Северная область

-  Северная армия

-  Уральская армия
-  Семиреченская отдельная армия
-  Западная добровольческая армия
-  Флот Российского государства

-  Сибирская военная флотилия
-  Флотилия Северного Ледовитого океана
-  Черноморский флот

-  Российская Восточная окраина

-  Дальневосточная армия

-  Азиатская конная дивизия
-  Забайкальское казачье войско
-  Временное Ферганское правительство
-  Временное Якутское областное народное управление
- и другие

### Союзники белого движения
Белорусское Государство

 Всевеликое Войско Донское (с 23 февраля 1919 года)

 Кокандская автономия

 Кубанская Народная Республика (до октября 1919 года)

 Сибирская республика (до 3 ноября 1918 года)

 Временное областное правительство Урала (до 10 ноября 1918 года)

 Забайкальская казачья республика
- Государство Бурят-Монголия

 Оренбургский край

 Эсеры (до 18 ноября 1918 года)

 Монголия (май—август 1921 года)

 Верховное Государство Иран

Алашская автономия

Башкурдистан (до февраля 1919 г.) 

 Бухарский эмират

 Хивинское ханство

 Белофинны (1918—1922)

Временная Демократическая Республика Тамбовского Партизанского Края (август 1920-июнь 1921)

 Горно-Алтайский уезд

 Прибалтийский ландесвер

 Украинская держава

 Крымское краевое правительство

 Второе Крымское краевое правительство

 Юго-Восточный союз казачьих войск, горцев Кавказа и вольных народов степей

 Республика Понт

## «Третья сила»
- Партия социалистов-революционеров
- Комитет спасения Родины и революции
- Комитет членов Учредительного собрания
- Народная армия КОМУЧа
- Диктатура Центрокаспия
- Русская народная добровольческая армия (РНДА)
- Армия Русской народной республики

 Зелёные повстанцы
- Григорьевские повстанцы
- Баштанские повстанцы
- Висунские повстанцы
- Повстанцы Чапанного восстание
- Повстанцы Вилочного восстания
- Юрьев-Польские повстанцы
- Крестьянское повстанческое движение в Башкортостане
- Воронежская повстанческая дивизия
- Повстанцы Акулевского восстания
- Повстанцы Западной Сибирии
- Крестьянские повстанцы в селе Лада

Гжатские мятежники

Юрлиенские мятежники

Повстанцы в Орском уезде

 Крестьянское восстание в Медынском уезде

Повстанцы в Невьянске

Мятежники в Княжне

Покровско-Холмовские мятежники

 Уренские мятежники

 Пришекснинские повстанцы

Ижевско-Воткинские мятежники

 Кронштадтские повстанцы

 Матросы-мятежники в Петрограде

Мятежники Муравьёва

 Первая Красная Армия Правды

Башкирская Красная Армия

Комитет освобождения Черноморской губернии

Лапинцы

 Политический центр 

 Ливенские повстанцы

 Махновцы (с 1919)

 Чёрная гвардия
- Чёрная гвардия анархистов
- Повстанческий штаб региона Северского Донца

Мятеж капитана Орлова
 Басмачи

и другие

## Государства, провозгласившие независимость, и интервенты
Финляндия

 Северо-Карельское государство
 Республика Северная Ингрия

 Латвийская Республика

 Литовская Республика 

 Эстонская Республика 

 Польская Республика (II Речь Посполитая)
- Срединная Литва

 Тарнобжегская республика

 Белорусская Народная Республика
- Белорусское Государство
- Койдановская независимая республика
- Слуцкие повстанцы
- «Зелёный дуб»

 Молдавская Демократическая Республика

 Украинская Народная Республика
- Холодноярская республика
- Западно-Украинская Народная Республика (с января 1919)
  -  Гуцульская Республика
  -  Республика Команча
- Украинское дальневосточное движение

 Русская Народная Республика Лемков

 Республика Прекмурье

 Всевеликое Войско Донское
 (до 23 февраля 1919 года)

 Кубанская Народная Республика (Первая) 
 (20.02-29.04.1918)

 Кубанская Народная Республика (Вторая)
(с октября 1919)

 Крымская Народная Республика

 Северо-Кавказский эмират

 Горская республика

 Закавказская демократическая федеративная республика

 Грузинская Демократическая Республика

 Лорийская нейтральная зона

 Демократическая Республика Армения
- Горная Армения
- Карабахский совет[англ.]

 Аракская республика

 Юго-Западная Кавказская демократическая республика 

 Азербайджанская Демократическая Республика
- Губинские мятежники

 Сибирская республика (04.07-03.11.1918) 

 Урало-Волжский штат
Алашская автономия

 Кокандская автономия

 Бухарский эмират

 Хивинское ханство

 Тунгусская Республика

 Движение конфедералистов

 Перлойская республика

 Республика Батуми

Висунская республика

Баштанская республика

Кодунай эрхидж балгасан

### Интервенция Антанты
Австралия
- Интервенция Австралии[англ.]

 Великобритания
- Английская интервенция в Средней Азии
- Карельский легион
- Мурманский легион

 Канада
- Канадский Сибирский экспедиционный корпус
- Канадская арктическая экспедиция (1913—1916)

 Британская Индия
 Франция
- Французская интервенция на Юге России

 Королевство Сербия → Королевство сербов, хорватов и словенцев
 США
- Американский экспедиционный корпус «Сибирь»
- Американский экспедиционный корпус «Северная Россия»

 Италия
- Легионе Редента
- Итальянский экспедиционный корпус в Мурманске[итал.]

 Греция
- Греческая интервенция в Южную Россию

 Румыния
- Румынская военная интервенция в Бессарабии[англ.]
- Румынский Сибирский легион

 Чехословацкий корпус (до 15 января 1920 года)
 Китай
- Китайское участие в Сибирской интервенции

 Япония
- Японская оккупация Северного Сахалина
- Японское участие в Сибирской интервенции

### Интервенция Центральных держав
Австро-Венгрия
- Австро-венгерские военнопленные в России
- Генерал-губернаторство Люблин

 Германская империя
- Немецкие военнопленные в России
- Германская оккупация Эстонии
- Германская оккупация Аландских островов
- Генерал-губернаторство Варшава
- Ober Ost

 Османская империя
- Османские военнопленные в России
- Турецкая интервенция в Дагестане

 Царство Болгария
- Канонерская лодка Надежда
- Болгарские военнопленные в России

#### Государства под протекторатом Центральных держав
- Королевство Польское
- Украинская держава
- Курляндское герцогство
- Балтийское герцогство
- Королевство Литва
- Королевство Финляндия
- Белорусская Народная Республика
- Всевеликое войско Донское (с 18 мая 1918)

### Участие других стран
Швеция
- Шведская оккупация Аландских островов
- Шведская бригада
- Шведский корпус в Эстонии[швед.]

 Дания
- Датско-Балтийский вспомогательный корпус

 Веймарская республика
- Балтийский фрайкор